# Yasiel Puig
Yasiel Puig Valdés (Cienfuegos, 7 dicembre 1990) è un giocatore di baseball cubano naturalizzato statunitense, esterno destro per i Toros del Este della Dominican Winter League.
Il 14 agosto 2019, Puig ha ottenuto la cittadinanza statunitense.

## Carriera

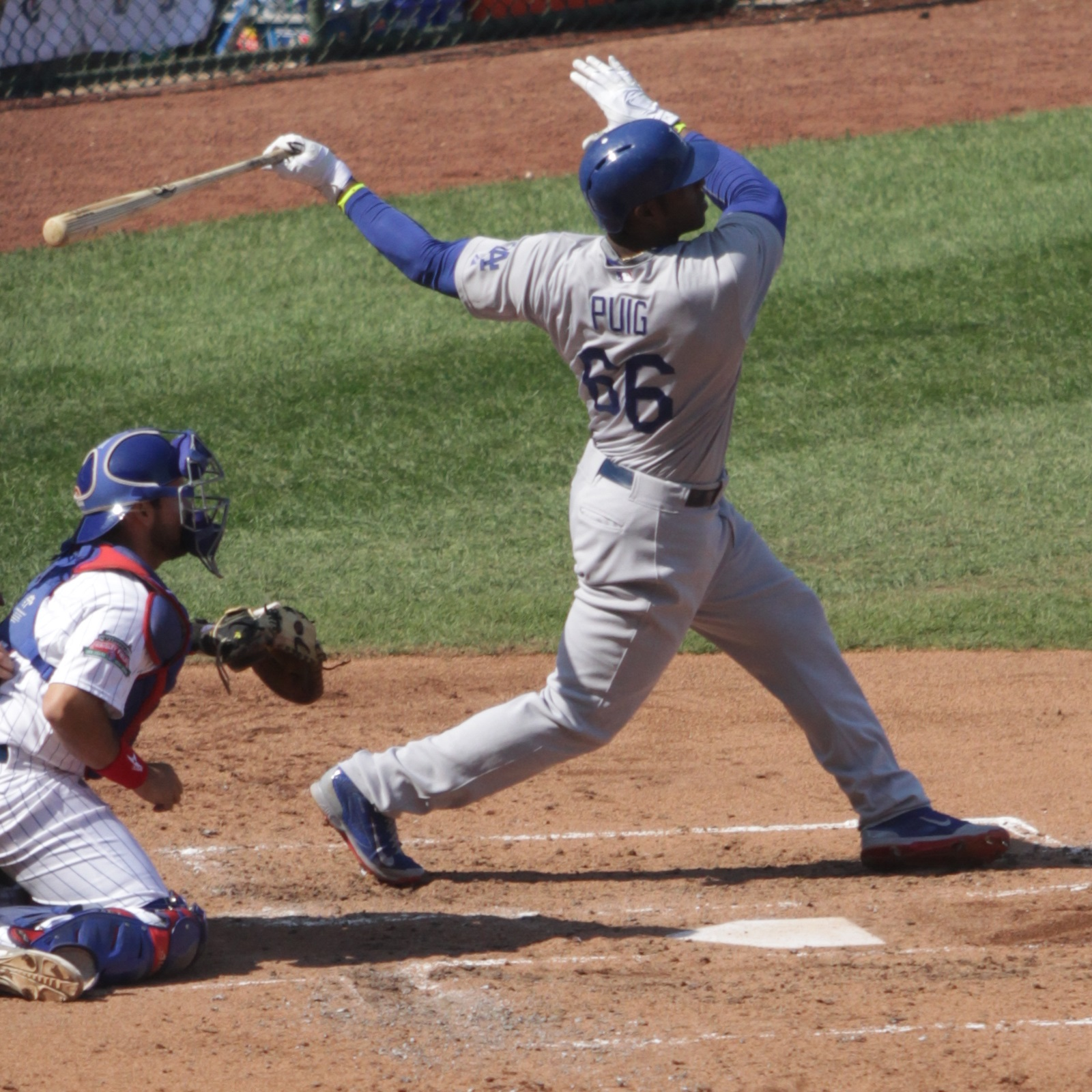
Puig nel box di battuta nel 2014

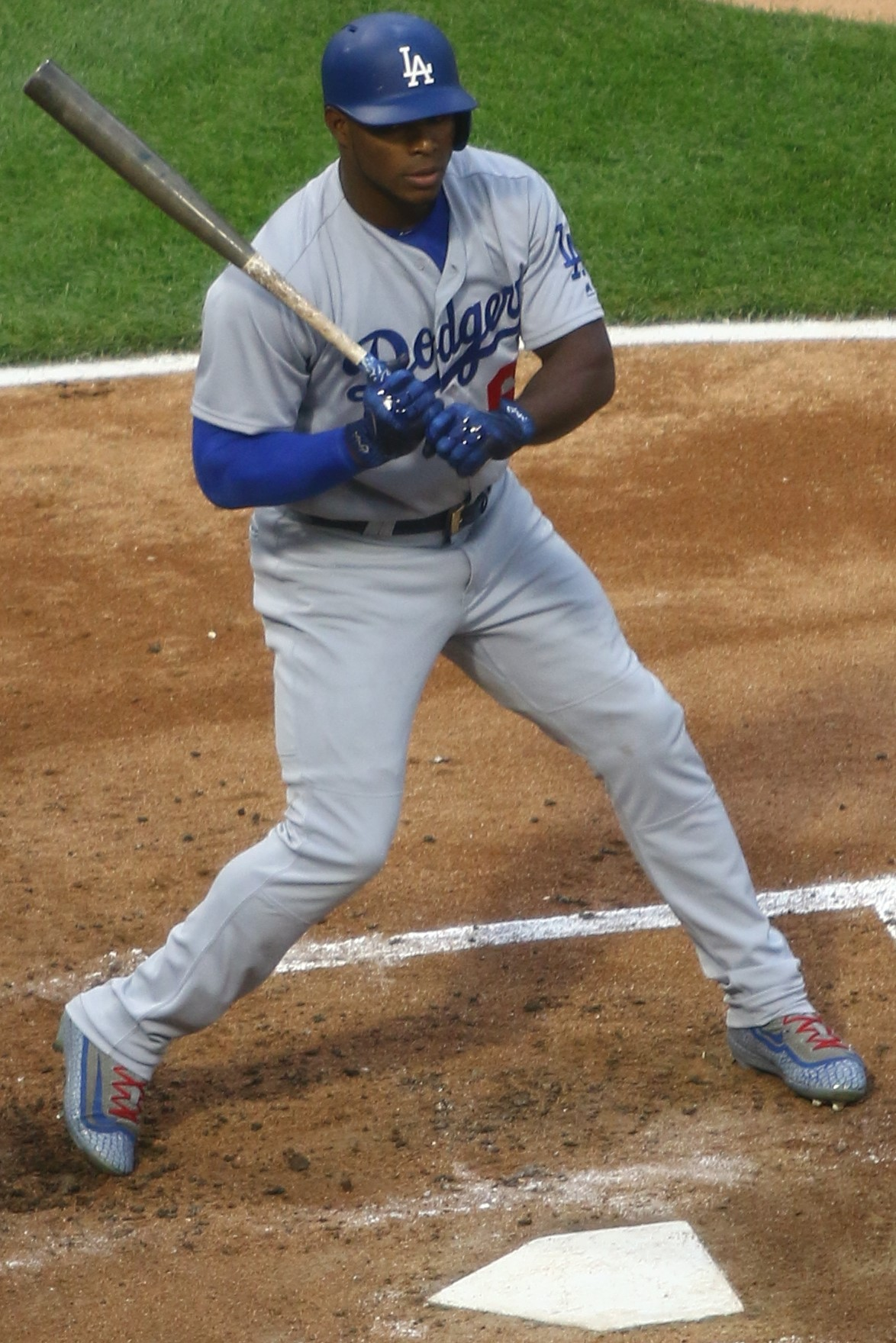
Puig nel 2017

### Los Angeles Dodgers
Dopo essere fuggito da Cuba, Puig firmò il 28 giugno 2012 con i Los Angeles Dodgers un contratto di sette anni del valore di 42 milioni di dollari. Giocò nel 2012 nella classe Rookie e nella A-avanzata. Iniziò la stagione 2013 nella Doppia-A.
Debuttò nella MLB il 3 giugno 2013, al Dodger Stadium di Los Angeles contro i San Diego Padres, battendo due valide. La sua prima annata si chiuse con 140 partite disputate nella MLB (40 nella Doppia-A), con una media battuta di .319 in 104 gare, con 19 fuoricampo e 42 punti battuti a casa (RBI), venendo inserito nella formazione ideale dei rookie da Baseball America e finendo secondo nel premio di rookie dell'anno della National League dietro all'altro cubano José Fernández. Nel 2014 divenne il giocatore dei Dodgers più giovane ad essere convocato come titolare per l'MLB All-Star da Steve Sax nel 1982.
Nel 2015, Puig fu limitato a 79 presenze a causa di un infortunio al tendine del ginocchio. La successiva fu un'altra annata negativa che lo vide ancora limitato dagli infortuni e che lo alienò dai compagni di squadra a causa del suo comportamento. Il 2 agosto i Dodgers lo retrocessero nelle minor league, prima di fare ritorno in prima squadra nel mese successivo. I Dodgers cercarono anche di scambiarlo sul mercato, non riuscendo però a trovare un acquirente a causa del suo pesante contratto.
Puig si riprese nel 2017 battendo 131 valide, il secondo massimo in carriera, con i nuovi primati personali di 28 fuoricampo e 74 RBI. Giocò ad alto livello anche nei playoff, coi Dodgers che si qualificarono per le World Series 2017, perse contro gli Houston Astros per quattro gare a tre.

### Cincinnati Reds e Cleveland Indians
Il 21 dicembre 2018, i Dodgers scambiarono Puig, Matt Kemp, Alex Wood, Kyle Farmer, e una somma in denaro con i Cincinnati Reds, in cambio di Homer Bailey, Jeter Downs e Josiah Gray.
Il 31 luglio 2019, Puig venne scambiato con i Cleveland Indians in cambio del lanciatore Trevor Bauer. Il 1º agosto venne sospeso per tre giornate per il suo coinvolgimento nella rissa avvenuta pochi giorni prima, nella partita del 29 luglio, contro i Pittsburgh Pirates, quando Puig era ancora un giocatore dei Reds. Divenne free agent al termine della stagione.

## Palmarès

### Individuale
- MLB All-Star: 1

2014
- Wilson Defensive Player: 1

2017
- Giocatore del mese della National League: 3

giugno 2013, maggio 2014
- Rookie del mese della NL: 1

giugno 2013
- Giocatore della settimana della NL: 3

9 giugno 2013, 18 maggio 2014, 16 settembre 2018

### Nazionale
- Campionato mondiale di baseball Under-18:  Medaglia di Bronzo

Team Cuba: 2008